# Hamneholmen

Hamneholmen eller Hamnholmen är en ö i Tjärnö socken, Strömstads kommun.
Hamneholmen ligger vid Sydkosters östkust. På ön finns en inristad kompassros med årtalen 1696 och 1722, troligen ristad av holländare eller britter som lagt till vid ön. Ett boningshus uppfördes på ön 1834 och under sillperioden i slutet av 1800-talet fanns här både en krog och ett sillsalteri. 1918 flyttades sillsalteriet som kallades Sibirien till Kostersundet där det gjordes om till makrillsalteri. Det är sedan 1980 omgjort till fiskemuseum. Fiske och fårskötsel pågick på Hamneholmen fram till 1960-talet då de sista bofasta flyttade från ön. Numera används de tre kvarstående stugorna på ön som fritidshus.